# Coutinho (Fußballspieler, 1943)
Coutinho (* 11. Juni 1943 in Piracicaba; † 11. März 2019 in Santos; bürgerlich Antônio Wilson Vieira Honório) war ein brasilianischer Fußballspieler. Er zählte zu den Stars der Mannschaft des FC Santos um Pelé, die zu Anfang der 1960er Jahre die Fußballstadien der Welt dominierte, und gilt als bester Mittelstürmer in der Geschichte des Vereins.

## Laufbahn
Bereits als 13-Jähriger wurde er von Lula, dem Trainer des FC Santos,  aus der Provinz zum aufstrebenden Klub in der Hafenstadt geholt. Schon als 16-Jähriger spielte sich der stämmige Coutinho in die erste Mannschaft und entwickelte sich bald zusammen mit Pelé zu einem der besten Stürmerduos aller Zeiten.
Bereits 1959 war er in der Finalaufstellung von Santos beim ersten nationalen Wettbewerb Brasiliens, der Taça Brasil, wo Santos allerdings gegen den EC Bahia noch den Kürzeren zog. Die nächsten fünf Trophäen des Wettbewerbes sollten sich die Kicker von der Hafenstadt aber sichern, ebenso wie den Sieg im Torneio Rio-São Paulo desselben Jahres. Beim entscheidenden 3:0-Erfolg gegen Vasco da Gama aus Rio netzte der noch nicht ganz 16 Jahre alte Coutinho gleich zweimal ein.
Insgesamt sollte der Mittelstürmer, der sich durch seine Dribbelstärke auf kleinstem Raum den Beinamen des „Genies des kleinen Raumes“ (gênio da pequena área) erwarb, in 457 Pflichtspielen für Santos insgesamt 368 Tore erzielen. Zwei wichtige Tore erzielte er dabei beim 2:1-Auswärtserfolg in Montevideo gegen Uruguays Meister Peñarol Montevideo beim Copa Libertadores Finale von 1962. Im Jahr darauf steuerte er bei den Finalspielen gegen die Boca Juniors aus Buenos Aires drei Tore zum 5:3-Gesamterfolg bei.
In den legendären Weltpokal-Finals 1962 gegen Benfica Lissabon aus Lissabon erzielte er zwei Treffer, Linksaußen Pepe, ein weiterer Star von Santos in diesen Jahren, erzielte ein Tor, doch Pelé stahl mit fünf Treffern beim 8:4-Gesamterfolg gegen das Team um Eusébio allen die Schau. Als Santos 1963 den AC Milan im Weltpokal besiegte, traf Coutinho zwar nicht, hatte allerdings die Genugtuung mit seiner Mannschaft gegen den ebenfalls in Piracicaba geborenen José Altafini, der 1958 noch mit Brasilien Weltmeister geworden war und nun neben seinem Landsmann Amarildo und Gianni Rivera Star der Norditaliener war, die Oberhand behalten zu haben.
Bis zum Ende der 1960er Jahre feierte Coutinho noch weitere große Erfolge mit Santos und war einer der Leistungsträger einer der herausragenden Vereinsmannschaften der Fußballgeschichte. Mit dem Verein ging er auch auf viele Tourneen ins Ausland, oft nach Europa. Sie waren in jener Ära eine entscheidende Einnahmequelle für den Verein und hatten entscheidende Bedeutung dafür, dass der Weltklassekader über Jahre hinweg zusammengehalten werden konnte.

### Nationalmannschaft
Coutinho spielte zwischen 1960 und 1965 15 Mal für die Brasilianische Fußballnationalmannschaft und erzielte dabei sechs Tore. Er war auch Teil der Mannschaft von 1962, die in Chile den Weltmeistertitel errang. Er wurde allerdings nicht eingesetzt, denn er verletzte sich vor Beginn des Turniers, woraufhin sein Platz im Team an den erfahrenen Vavá ging, der bereits 1958 in Schweden beim ersten Titelgewinn beteiligt gewesen war.

### Karriereende
1969 wechselte Coutinho zum EC Vitória nach Bahia, zog aber bereits 1969 weiter zur Portuguesa in São Paulo. Auch dort hielt es ihn nur kurz, und Coutinho, der in diesen Jahren doch schon physisch auf der „stärkeren“ Seite war, kehrte 1970 noch einmal kurz nach Santos an die Stätte seiner großen Erfolge zurück. Schon 1971 war er im Sold des mexikanischen Erstligisten Atlas Guadalajara, doch noch im selben Jahr war er wieder beim Bangu AC in Rio de Janeiro anzutreffen. Sein Karriereausklang fand aber 1973 beim unterklassigen Saad EC im südlichen São-Paulo-Vorort São Caetano statt.

### Spätere Jahre
In späteren Jahren wurde Coutinho als Jugendtrainer bei der Stadtverwaltung von Santos angestellt. Dort durchliefen auch der spätere Bremer Gustavo Nery und der kurzfristig beim VfL Wolfsburg spielende Fernando Baiano sein Training.
Zuletzt wurde Coutinho noch einmal Trainer beim Jabaquara AC, einem der Traditionsclubs von Santos.
Coutinho trat später noch gerne in das Licht der Öffentlichkeit, und wenn sich die Gelegenheit bot, spielte er immer wieder mit Traditionsmannschaften seines FC Santos. Immer wieder führten diese Spiele ihn in das altehrwürdige Stadion Vila Belmiro, die Stätte seiner großen Triumphe, zurück.

## Erfolge
- Weltmeisterschaft: 1962
- Weltpokal: 1962, 1963
- Copa Libertadores: 1962, 1963
- Taça Brasil: 1961, 1962, 1963, 1964, 1965
- Torneio Rio-São Paulo: 1959, 1963, 1964, 1966
- Staatsmeisterschaft von São Paulo: 1958, 1960, 1961, 1962, 1964, 1965, 1967, 1968

## Auszeichnungen
- Torschützenkönig Torneio Rio-São Paulo: 1961 (9 Tore), 1964 (9 Tore)
- Torschützenkönig Copa Libertadores: 1962 (6 Tore)